# Тананайко Ірина Олександрівна
Іри́на Олекса́ндрівна Танана́йко (* 1976) — білоруська та українська біатлоністка.

## Життєпис
Народилася 1976 році в Могильові. Займається біатлоном з 1995 року, виступала за могильовське «Динамо». На Кубку світу з біатлону дебютувала в спринтерській гонці у Ліллегаммері 1996 року, була 48-ю, як і в наступній гонці-переслідуванні. 1997 року вперше стартувала в Осрбліє на Чемпіонаті світу з біатлону. У одиночному розряді посіла 27-ме місце. В сезоні 1997/1998 вперше здобула очки Кубка світу — на 12-му місці у одиночному розряді (Естерсунд). Влітку 1998 року стартувала на чемпіонаті світу з літнього біатлону (Осрбліє) і фінішувала шостою у переслідуванні після восьмого місця в спринті. Брала участь в Олімпійських іграх-1998. У Нагано посіла 22-ге місце як в особистому, так і в спринтерському змаганнях.
В наступному сезоні посіла найкраще місце на Кубку світу 1998/1999, знову в Осрбліє. В естафеті вона була другою у складі команди — вона, Світлана Парамигіна, Наталія Мороз та Наталія Рищанкова. Також вона досягла найкращого результату в індивідуальній гонці — сьома в індивідуальній — через рік на цьому змагальному маршруті.
Чемпіонат світу з біатлону 2000 року також був порівняно вдалим для Тананайко, де вона посіла 27-ме місце в спринті і була десятою в особистому заліку. Влітку 2000 року знову стартувала на Кубку світу з літнього біатлону. У Ханти-Мансійську була шостою в спринті, сьомою в гонці-переслідуванні та з Парамигіною, Людмилою Орловською й Ольгою Назаровою стали чемпіонами світу в естафеті.
2002 року змінила громадянство на українське. На чемпіонатах світу 2004 року в Обергофі та 2005 року в Гохфільцені вона змогла досягти хороших результатів.